# 冷暗物质
冷暗物質（英语：Cold Dark Matter，简称CDM）是大爆炸理論在改善的過程中加入的新物质，這種物質在宇宙中不能用電磁輻射來觀測，因此是暗的；同時這種微粒的移動是緩慢的，因此是冷的。在2006年，多數的宇宙學家熱衷於描述冷暗物質如何在早期宇宙仍是平滑的初始狀態下（如宇宙微波背景辐射所示），如何形成如同我們今日所見的星系和星系團的結構－宇宙的大尺度結構。 
在冷暗物質的理論中，結構依層級增長，在連續和逐級增長的過程中，少量的物質先塌縮和合併在一起，逐漸形成越來越巨大的結構。在流行在80年代的熱暗物質的事例中，結構不依層級增長（由下而上），而是以斷裂的方式發展（由上而下），最巨大的超星系團先形成像船艙甲板似的，像薄煎餅的層狀結構，然後斷裂形成，像星系－我們的銀河系－這樣的小碎片。熱暗物質預測的與觀察到的大尺度結構大相逕庭，而冷暗物質的事例卻總能與觀測的現象契合。
在冷暗物質理論的預測和觀測的事例之間存在若干重要的矛盾：星系和星系團在空間中的出現和形成，為冷暗物質的拼圖製造了潛在的危機。
- 星系暈尖點問題：冷暗物質預言星暈的自轉曲線比觀測到的曲線更為銳化。
- 消失的衛星星系問題：冷暗物質預測有為數眾多的小矮星系，質量約千倍於銀河系，但觀測上沒有見到。

這若干個問題都已經有一些解釋被提出來，而其中有一些或許真的能解決問題。
候選者被很幽默的區分為兩類：
- 大质量弱相互作用粒子 （WIMP，Weakly Interacting Massive Particles）：是假設中的一種仍未知的粒子。很不幸的，沒有已知的粒子需要這假設的產物。尋找這種粒子的企圖，只能在粒子加速器下使用高敏感度的探測器嘗試直接的檢測出來。传统上WIMP被认为是冷暗物质最有希望的候选者，但是自2010年代末期以来，由于始终未能在实验中观测到WIMP，其地位正逐渐被轴子所取代。[1]
- 大质量致密晕天体 （MACHO，Massive Compact Halo Objects）：假設暗物質包括緻密的天體，如黑洞、中子星、白矮星、非常暗淡的恆星、或是不發光的行星等等。利用重力透鏡在星系的背景中可以尋找到這些對象所引發的作用。多数天文学家认为目前基于引力透镜的观测在较大程度上排出了了MACHO作为主要暗物质成分的可能性。[2][3][4][5][6][7]
- 轴子是一种具有特定自相互作用的轻质量粒子。自2010年代末期以来，轴子已成为最有前途的暗物质候选者之一。[8]轴子的存在能解决了量子色动力学中的强CP问题，因而具有理论优势。但轴子粒子仅在理论上存在，尚未被探测到。轴子是称为WISP（弱相互作用“细长”或“苗条”粒子）的更一般类别粒子的一个例子，WISP是WIMP的低质量对应物。